# Sustav
Sustav je uređena cjelina. U znanosti je sustav zajednica pojedinih dijelova, koji se organiziraju i održavaju kroz svoju strukturu organizacije, (npr. sustav jednadžbi - traži njihov presjek).
Svaki sustav se sastoji od elemenata (Komponente i podsustava) koji stoje u međusobnim odnosu.
Svaki sustav je podsustav nekog sustava višeg reda to nazivamo hierahija. 
Sustav je u stanju entropije, ako se u njega ne ulaže nikakva energija.
Osnovne postavke sustava su svrhovitost sustava, izomorfnost sustava, princip ekvifinaliteta, holistički pristup.
Svrhovitost sustava - je kada elementi sustava međusobnim djelovanjem postižu da sustav funkcionira. 
Izomorfnost sustava - kada više različitih sustava imaju ista svojstva, takvi sustavi jednako djeluju na vanjska djelovanja.
Princip ekvifinaliteta - kada se funkcija sustava može postići na više različitih načina. 
Holistički pristup - kada se elementi sustava promatraju u funkcioniranju sustava, a ne zasebno.

## Primjeri za sustave
- socijalni sustav
- termodinamički sustav
- biološki sustav
- sustav aksioma
- sustav jednadžbi
- matematično-tehnički sustavi
- filozofski sustav
- informacijski sustav